# خافيير ألامو كروز
خافيير «خافي» ألامو كروز (مواليد 18 أغسطس 1988) هو لاعب كرة قدم محترف إسباني، يلعب لريال سرقسطة في مركز الجناح.

## وصلات خارجية
- خافيير ألامو كروز على موقع قاعدة بيانات كرة القدم.إي يو (الإنجليزية)
- خافيير ألامو كروز على موقع Soccerbase.com (لاعب) (الإنجليزية)
- خافيير ألامو كروز على موقع Soccerway.com (الإنجليزية)
- خافيير ألامو كروز على موقع كووورة
- خافيير ألامو كروز على موقع AS.com (الإسبانية)

- Recreativo official profile (بالإسبانية)
- BDFutbol profile
- Futbolme profile (بالإسبانية)
- Transfermarkt profile